# ثيودور فيلدز
ثيودور فيلدز (بالإنجليزية: Theodore Fields)‏ هو شريف أمريكي، (ولد في مقاطعة مونموث في الولايات المتحدة 1839 – 1973 م).